# Долина Скамандер
Долина Скамандер (англ. Scamander Vallis) — давня річкова долина в квадранґлі Arabia на Марсі, що розташована на 15.8° північної широти й 28.5° східної довготи. Завдовжки 204 км, її було названо 1982 року на честь давньої назви річки в Трої.

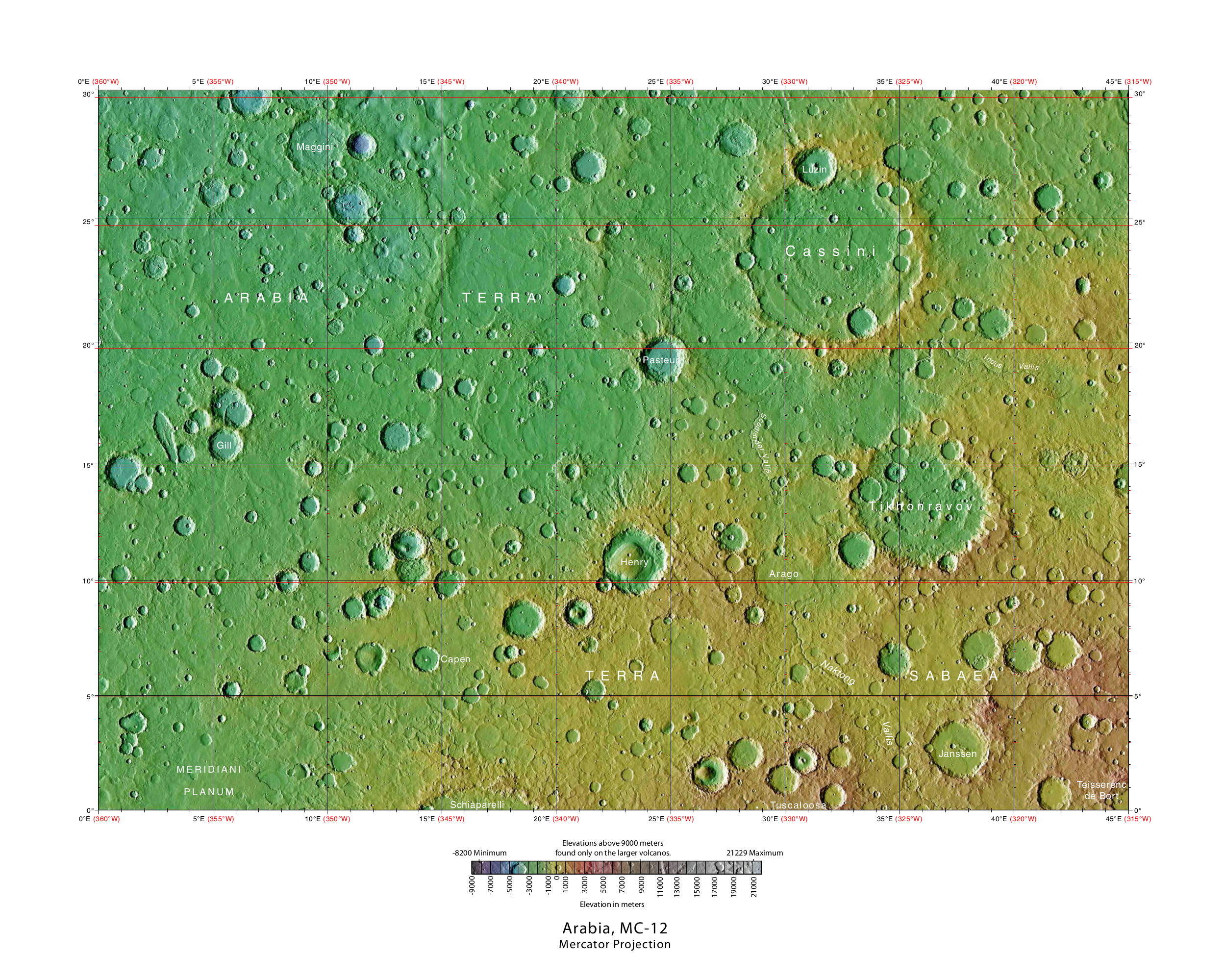
Топографічна мапа квадранґла Arabia
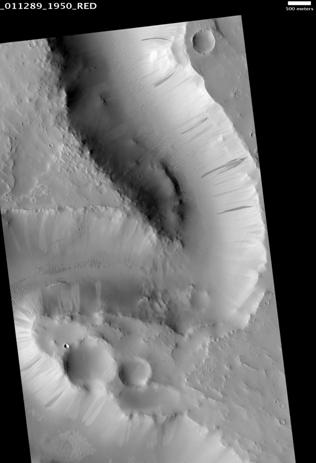
Долина Скамандер